# André Meyer (banquier)
 (avril 2016).
Pour les articles homonymes, voir Meyer et André Meyer.
André Benoît Mathieu Meyer, né le 3 septembre 1898 dans le 11e arrondissement de Paris et mort le 9 septembre 1979 à Lausanne. Il est un banquier d'investissement français, associé de la banque Lazard, qu'il a dirigée pendant de nombreuses années. Installé aux États-Unis, il a « conquis » Wall Street, bâtissant la réputation internationale de la banque.

## Biographie
Le magazine américain Fortune a décrit André Meyer comme « le plus important banquier d'investissement du monde occidental ». À sa mort, il a laissé une fortune évaluée à 200 millions de dollars[réf. nécessaire].Il est le fils de Jules Meyer, frère du riche homme d'affaires François Meyer de Versailles. Il est le père du physicien Philippe Meyer.
Grand collectionneur, il a été bienfaiteur du Metropolitan Museum of Art qui présente aujourd'hui sa collection de peintures européennes du XIXe siècle et du MoMA auquel il a donné Neige fondante à Fontainebleau de Paul Cézanne. 
En France, le banquier fait don au Louvre de deux chefs-d'œuvre du post-impressionnisme : Le Repas de Paul Gauguin et Le Dancing d’Arles de Vincent van Gogh.

### Association pour le Rétablissement des Institutions et Œuvres Israélites en France (ARIF)
Il participe le 6 décembre 1941, à la réunion au domicile du baron Édouard de Rothschild à New York, pour venir en aide au Judaïsme français. C'est le début de l''Association pour le Rétablissement des Institutions et Œuvres Israélites en France (ARIF).

## Décoration
- Chevalier de la Légion d'honneur